# إيميليو بالما
ايميليو ماركوس بالما (بالإسبانية: Emilio Marcos Palma)‏ (مواليد في 7 يناير، 1978) هو أول شخص يولد في أنتاركتيكا. ولد في أقصى نقطة من جهة الجنوب. ولد بالتحديد في Fortín Sargento Cabral لوالدين من الأرجنتين في قاعدة ايسبيرانزا. و هو مسجل لدى كتاب غينيس للأرقام القياسية كالشخص الوحيد المعروف في التاريخ كأول من ولد على قارة ما. لكن هناك من يقول إنه ليس الأول؛ لأن سولفيج جاكوسبين ولد في 8 أكتوبر، 1913 في جورجيا الجنوبية و جزر ساندويتش الجنوبية، والتي يمكن اعتبارها في أنتاركتيكا.[بحاجة لمصدر]